# Uta Hagen
Uta Hagen est une actrice américaine née le 12 juin 1919 à Göttingen (Allemagne), décédée le 14 janvier 2004 à New York (État de New York).
Elle est mariée avec José Ferrer (1938-1948 - divorce) puis Herbert Berghof (1957-1990 - décès).

## Filmographie
- 1945 : Victory (TV)
- 1959 : A Month in the Country (TV) : Natalia Petrovna
- 1970 : The Day Before Sunday (TV) : Annamae
- 1972 : L'Autre (The Other) : Ada
- 1978 : Ces garçons qui venaient du Brésil (The Boys from Brazil) : Frieda Maloney
- 1984 : A Doctor's Story (TV) : Mrs. Hilda Reiner
- 1987 : Seasonal Differences (TV) : Omi
- 1990 : Le Mystère von Bülow (Reversal of Fortune) : Maria, Sunny's Personal Maid
- 1991 : The Sunset Gang (TV) : (segment The Home)
- 2001 : Limón: A Life Beyond Words : Narrator